# Sphyrospermum standleyi
Sphyrospermum standleyi är en ljungväxtart som beskrevs av A. C. Smith. Sphyrospermum standleyi ingår i släktet Sphyrospermum och familjen ljungväxter. Inga underarter finns listade i Catalogue of Life.